# Eric Grusdat
Eric Grusdat (* April 1936) ist ein ehemaliges Mitglied der terroristischen Vereinigung Rote Armee Fraktion (RAF). Er wird der ersten Generation zugerechnet und war vor allem für die Fahrzeugbeschaffung zuständig. Wegen Bankraubs war er von 1970 bis 1973 inhaftiert.

## Leben
Eric Grusdat betrieb 1970 einen Gebrauchtwagenhandel mit Kfz-Werkstatt in Berlin. Er war in zahlreiche Ermittlungsverfahren wegen Hehlerei und Fahrzeugdiebstahl verwickelt. Er hatte Kontakt zur linken Szene und präparierte 1970 eine Reihe von Fahrzeugen für die erste Generation der RAF. Dabei wurden die gestohlenen oder bei Autovermietungen angemieteten und nicht zurückgebrachten Fahrzeuge umgespritzt und mit neuen Motor- und Fahrgestellnummern versehen. Im Herbst 1970 wurde er von der Gründungsgruppe der RAF nach deren Rückkehr aus Jordanien für eine Reihe von Bankrauben angeworben. Sein Angestellter Karl-Heinz Ruhland war ebenfalls RAF-Mitglied und hatte sich in Jordanien militärisch ausbilden lassen. Grusdat war am sogenannten „Dreierschlag“ beteiligt, bei dem am 29. September 1970 drei Banken in Berlin gleichzeitig überfallen wurden. Grusdat raubte zusammen mit Andreas Baader, Horst Mahler, Karl-Heinz Ruhland und Irene Goergens die Filiale der Berliner Bank in der Rheinstraße aus. Die Beute belief sich auf 154.182,50 Mark. Grusdat wurde im Dezember 1970 verhaftet. Nach den Aussagen seines ehemaligen Angestellten Ruhland, der nach seiner Verhaftung Kronzeuge wurde und zahlreiche Interviews gab, wurde Grusdat wegen Bankraub und anderer Taten zu vier Jahren Haft verurteilt. Ihm wurde in der Urteilsbegründung eine eher kriminelle als politische Motivation unterstellt. 
1973 wurde Grusdat entlassen und hatte keinen weiteren Kontakt zur RAF.